# Bolitoglossa odonnelli
Bolitoglossa odonnelli är en groddjursart som först beskrevs av Stuart 1943.  Bolitoglossa odonnelli ingår i släktet Bolitoglossa och familjen lunglösa salamandrar. IUCN kategoriserar arten globalt som starkt hotad. Inga underarter finns listade.